# Kryschaniwka (Odessa)
Kryschaniwka (ukrainisch Крижанівка; russisch Крыжановка Kryschanowka) ist ein Dorf in der ukrainischen Oblast Odessa mit etwa 3076 Einwohnern (2015).

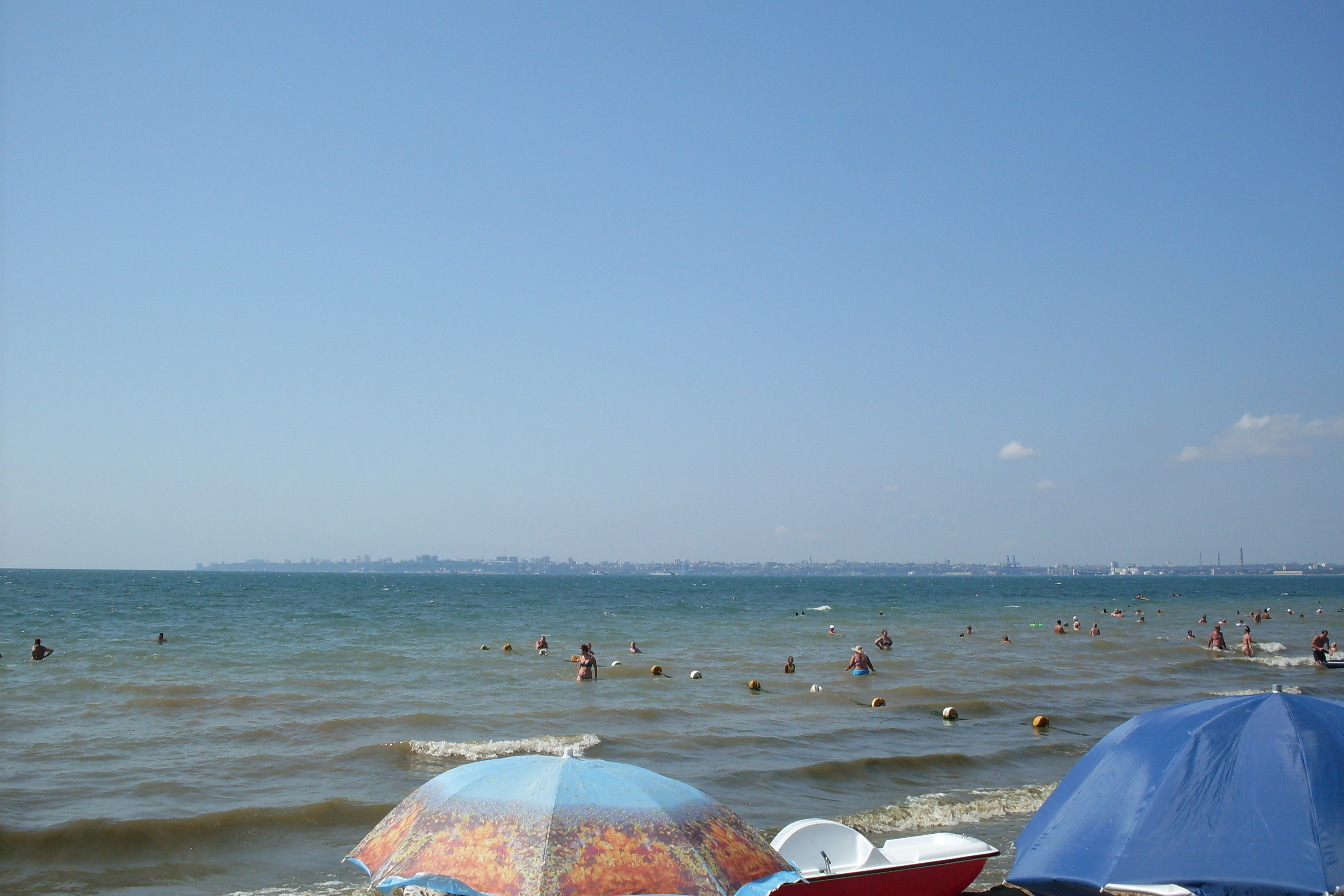
Strand von Kryschaniwka

Die Ortschaft liegt an der Küste des Schwarzen Meeres 35 km südwestlich vom ehemaligen Rajonzentrum Dobroslaw und 13 km nordöstlich vom Oblastzentrum Odessa.
Durch das Dorf verläuft die Fernstraße M 14.
Am 12. Juni 2020 wurde das Dorf ein Teil der Landgemeinde Fontanka, bis dahin bildete es zusammen mit der Ansiedlung Lisky (Ліски) die Landratsgemeinde Kryschaniwka (Крижанівська сільська рада/Kryschaniwska silska rada) im Südwesten des Rajons Lyman.
Am 17. Juli 2020 wurde der Ort Teil des Rajons Odessa.